# NGC 2409
NGC 2409 — рассеянное скопление в созвездии Кормы. Открыто Джоном Гершелем в 1836 году.
Возраст скопления, измеренный по интенсивности бальмеровских линий, составляет 25—30 миллионов лет; по распределению энергии в спектре с учётом межзвёздного покраснения, величина которого в цветах B−V составляет 0,25m — 45—75 миллионов лет. В результате принята усреднённая оценка возраста в 50 миллионов лет.
Этот объект входит в число перечисленных в оригинальной редакции «Нового общего каталога».